# Gryon triangulum
Gryon triangulum är en stekelart som beskrevs av Lubomir Masner 1983. Gryon triangulum ingår i släktet Gryon och familjen Scelionidae. Inga underarter finns listade i Catalogue of Life.